# Canal ependimário
O canal ependimário ou canal central da medula é um canal localizado no centro da medula espinhal que contém líquido céfalorraquidiano. A cavidade do canal ependimário se comunica com a cavidade do quarto ventrículo. Este canal é um remanescente da cavidade do tubo neural formado durante o período embrionário e é revestido por um epitélio cilíndrico ou cúbico simples ciliado.